# D. Boon
D. Boon (nascido "Dennes Dale Boon", 1 de abril de 1958 – 22 de dezembro de 1985) foi um vocalista, guitarrista e compositor estadunidense. O seu período em atividade foi de 1978 (quando ele se juntou ao The Reactionaries) a 1985, quando ele foi morto em um acidente de van.  D. Boon foi mais conhecido por ser o vocalista e guitarrista do Minutemen, uma banda de punk rock da Califórnia.

## Biografia

### Infância
Dennes Boon nasceu no dia 1 de abril de 1958, em San Pedro, California. Seu pai, um veterano da marinha, trabalhou instalando rádios nos carros da Buick, e sua família viveu em um antigo quartel da Segunda Guerra Mundial, que havia sido transformado em uma habitação pública.
De acordo com o amigo de infância e futuro companheiro de banda Mike Watt, Boon não estava familiarizado com música popular e cresceu ouvindo Buck Owens e Creedence Clearwater Revival. Watt apresentou a Boon as bandas Blue Öyster Cult e The Who.  Inspirados pela mãe de Boon, Boon e Watt começaram a aprender a tocar instrumentos.
"Nossas primeiras guitarras foram compradas em uma casa de penhores, acho que D. Boon tinha uma Melody Plus. O custo dele era de US $ 15 e o meu de US $ 13. O meu era um Teisco." diz Watt. 
Quando ainda era adolescente, D. Boon começou a fazer pinturas e assinar os seus trabalhos como "D. Boon", em parte pois "D" era a sua gíria para maconha, e também por ser uma homenagem a Daniel Boone e, principalmente, a E. Bloom (guitarrista e vocalista do Blue Öyster Cult, grupo que o influenciou desde cedo).

### Minutemen
D. Boon formou o Minutemen em janeiro de 1980, com Mike Watt, o seu amigo de infância, no contra-baixo. Eles haviam tocado juntos no The Reactionaries. Mais tarde, eles chamaram o baterista George Hurley. O álbum mais conhecido do Minutemen é o "Double Nickels on the Dime".

### Morte
O Minutemen continuou até o dia 22 de dezembro de 1985, dia em que D. Boon acabou sendo fatalmente vitimado em um acidente no Deserto do Arizona, próximo à fronteira californiana, na Rota I-10. Devido a uma febre, D. Boon estava deitado na traseira da van, próximo a uma janela, sem o cinto de segurança. No momento em que a van escorregou, D. Boon foi jogado pela porta de trás da van, quebrando o pescoço e morrendo instantaneamente. Ele tinha 27 anos de idade.
A banda se dissolveu imediatamente, porém Mike Watt e George Hurley trataram de formar a banda fIREHOSE. O álbum ao vivo "Ballot Result" foi lançado em 1987, dois anos após a trágica morte de D. Boon.

## Estilo Musical
D. Boon tem um estilo muito distintivo de tocar guitarra; ele raramente usa distorção e frequentemente liga o equalizador de seu amplificador, dessa forma apenas as frequências treble eram ouvidas - o baixo e mid-range ficavam completamente desligados. O seu estilo carregava um pouco de heavy funk/blues, o que era bastante diferente das outras bandas de hardcore punk dos anos 80.

## Trabalho de Arte
D. Boon é responsável pela escrita e também pela composição das músicas mais conhecidas do Minutemen, incluindo "This Ain't No Picnic", "Corona", "The Price of Paradise" e "Courage."
Artista de longa data, D. Boon também criava desenhos e fez a pintura de diversas capas de álbuns do Minutemen, incluindo "Joy", "The Punch Line", "What Makes a Man Start Fires?", "The Politics of Time", "Project: Mersh" e "3-Way Tie (For Last)".

## Legado
Desde o primeiro lançamento do fIREHOSE, Mike Watt tem dedicado todos os seus trabalhos em memória de D. Boon. Em 1997, no álbum autobiográfico de Mike Watt, "Contemplating the Engine Room", a música "The Boilerman" é feita em homenagem a D. Boon. Na própria gravação, o guitarrista Nels Cline usou a guitarra telecaster que realmente pertenceu a D. Boon (e que hoje está em posse de Mike Watts).
Em todo o mundo, o seu legado na música underground fez dele uma influência para diversos artistas em todo o mundo.
Em 2003, Richard Derrick, um antigo amigo de D. Boon, lançou o álbum "D. Boon And Friends", que traz uma coleção de sessões de jam que ele gravou com D. Boon, alguns raros solos de guitarra, e também algumas outras gravações feitas por D. Boon. Mike Watt autorizou o lançamento e providenciou toda a assistência técnica para o álbum.
Na lista dos "100 Melhores Guitarristas de Todos os Tempos", feito pela revista Rolling Stone, D. Boon ocupa a 89º posição.